# Lista de artistas de visual kei
Esta é uma lista de artistas visual kei que possuem artigo na Wikipédia em português. Visual kei é um movimento musical e estilístico japonês que surgiu no final da década de 1980, onde os artistas possuem ênfase na maquiagem e roupas e geralmente tocam vertentes do rock e heavy metal.

## Bandas

### !-9
- 12012
- 8P-SB

### A
- Acid Black Cherry
- Acme[2]
- Aikaryu (藍華柳)
- Aion
- Alice Nine (アリス九號.)[3]
- Amai Bouryoku (甘い暴力)
- Antic Cafe[4]
- Arlequin (アルルカン)[2]

### B
- Baiser
- Buck-Tick[4]
- BugLug
- By-Sexual

### C
- Cali≠gari[4]
- Charlotte
- Codomo Dragon (コドモドラゴン)[5]

### D
- D[3]
- D'erlanger[4]
- D'espairsRay
- Dadaroma[3]
- Damned
- Deadman[6]
- Deathgaze
- Deluhi[7]
- Deviloof[8]
- Dezert
- Dexcore
- Diaura[3]
- DIMLIM[8]
- Die in Cries
- Dir en grey[4]

### E
- Exist Trace

### F
- Fanatic Crisis[6]

### G
- The Gallo
- The Gazette[4]
- Gilles de Rais
- Girugamesh
- Glay[4]
- Golden Bomber[7]
- gulu gulu (ぐるぐる)

### H
- Heidi
- hide with Spread Beaver
- Hizaki Grace Project

### J
- Janne Da Arc
- Jiluka[8]
- Jupiter[3]

### K
- Kagerou (蜉蝣)
- Kagrra,
- Kamaitachi (かまいたち)
- Kiryū (己龍)[5]
- Kizu (キズ) [8]
- Kuroyume (黒夢)[6]

### L
- L'Arc-en-Ciel
- La'cryma Christi[4]
- La'Mule
- Lareine
- Laputa[6]
- LM.C
- Lucifer
- Luna Sea[4]
- Lynch.[3]

### M
- Madeth gray'll
- Madmans Esprit[2]
- Matenrou Opera
- Malice Mizer[4]
- Megamasso
- Mejibray[3]
- Merry
- Metronome
- Moi dix Mois
- MUCC[2]

### N
- Nightmare (ナイトメア)[9]
- Nocturnal Bloodlust[3]
- Nogod

### O
- Onmyo-za

### P
- Penicillin
- Petit Brabancon[2]
- Phantasmagoria
- Pierrot
- Plastic Tree

### R
- R-Shitei
- Raphael[4]
- Razor[8]
- Rentrer en Soi
- Rice
- Rouage[6]
- Royz[5]

### S
- Sadie
- Sads
- Screw
- Shazna[4]
- Siam Shade
- SID (シド)
- S.K.I.N
- Sophia
- SuG
- Sukekiyo

### T
- The Brow Beat
- The Last Rockstars[2]
- The Raid.

### U
- Unsraw

### V
- Vamps
- Versailles[4]
- Viored
- Vistlip
- Vivid

### X
- X Japan[4]
- Xaa-Xaa (ザアザア)[9]

### Z
- Zi:Kill
- Zigzo
- -Shintenchi Kaibyaku Shudan- Zigzag (-真天地開闢集団-ジグザグ)

## Músicos solo

### A
- Aki
- Asagi
- Atsushi Sakurai

### C
- Chisato
- Cipher

### D
- Die

### G
- Gackt

### H
- Hakuei
- Yoshiki Hayashi
- Hazuki
- Heath
- Hidehiko Hoshino
- Hideto Matsumoto
- Hiroshi Isono
- Hisashi Imai
- Hisashi Tonomura
- Hitsugi
- Hizaki
- Hyde

### I
- Inoran
- Izam

### J
- J
- Jasmine You
- Jiro

### K
- Kami
- Kamijo[3]
- Kaoru
- Kaya
- Kazuki Watanabe
- Ken Kitamura
- Kirito
- Kiyoharu
- Klaha
- Közi
- Kyo

### M
- Mana
- Mao
- Maya
- MiA
- Miya
- Miyavi[3]
- Morrie

### P
- Pata

### R
- Reita
- Ruki
- Ryuichi Kawamura
- Ryuji Sato
- Ryutaro Arimura

### S
- Sakura
- Shaura
- Shinya
- Shinya Yamada
- Shō Kiryūin
- Sugizo

### T
- Taiji (músico)
- Takuro
- Tatsurō
- Teru
- Teru (guitarrista)
- Tetsuya (músico)
- Toll Yagami
- Toshi
- Toshiya
- Tsutomu Ishizuki

### U
- Uruha

### Y
- Yo-ka
- Yuji Adachi
- Yukihiro
- Yutaka Higuchi

## Galeria

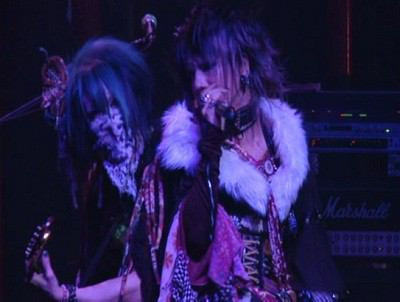
Kiryu
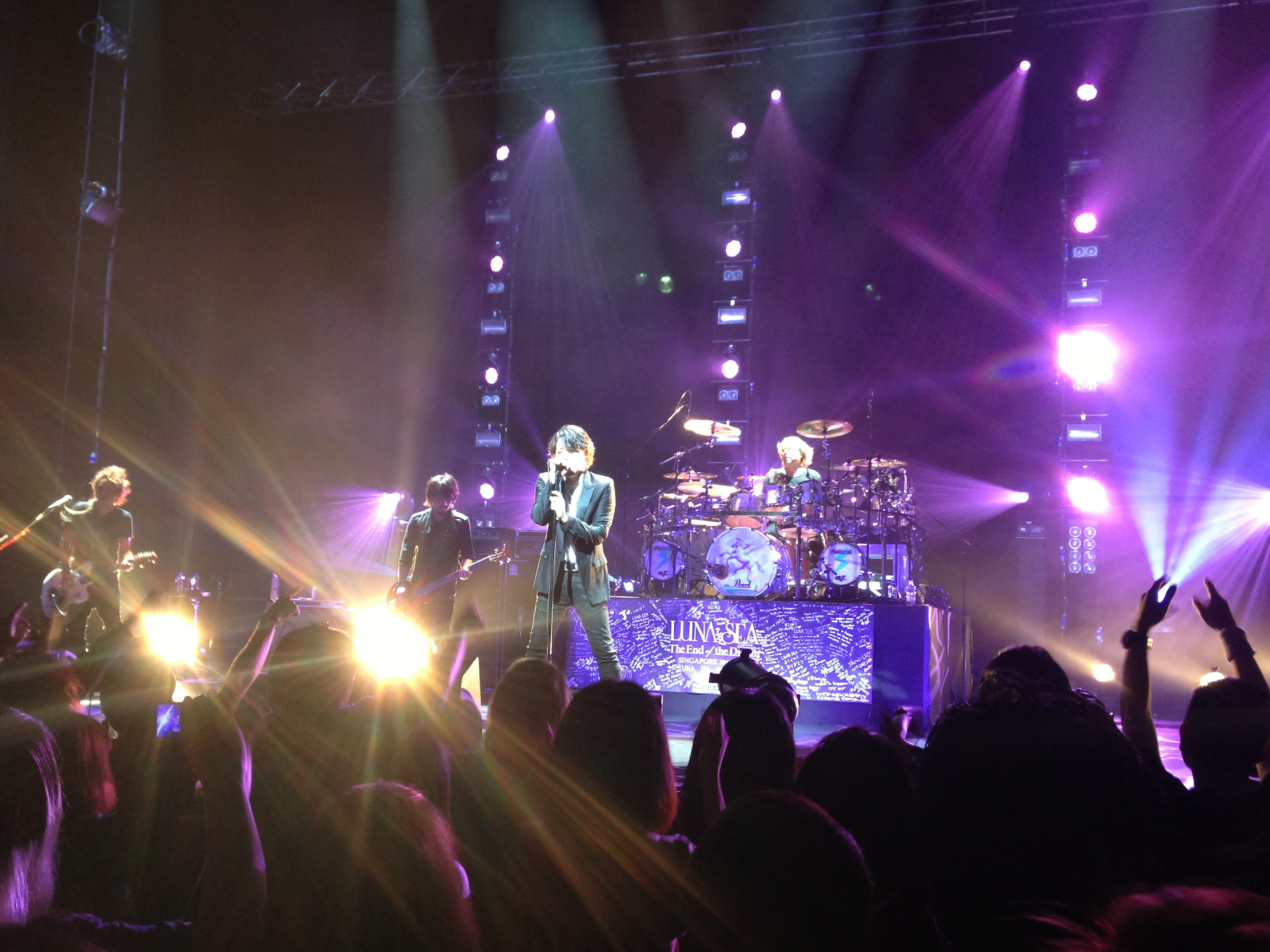
Luna Sea
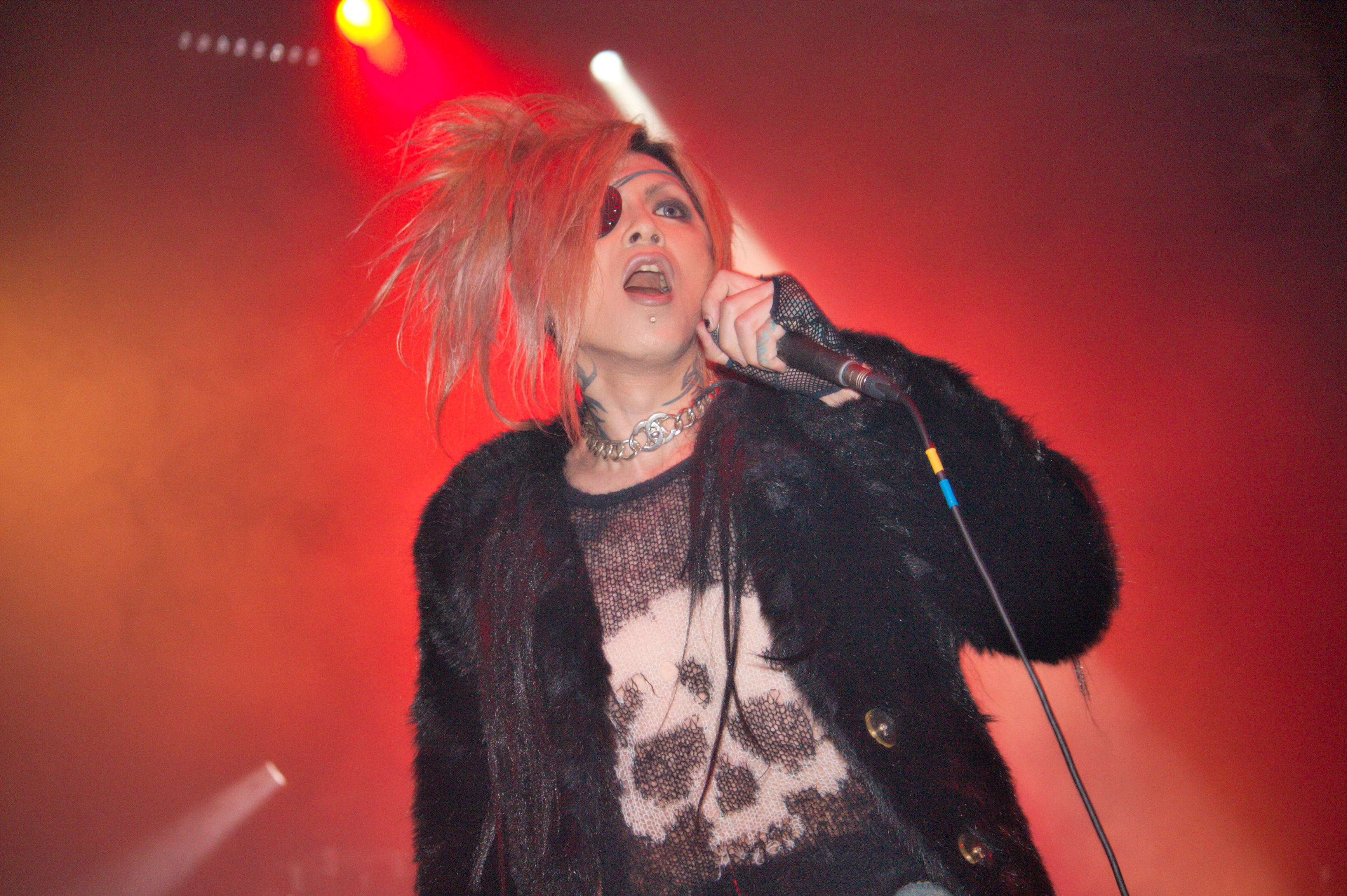
Hakuei
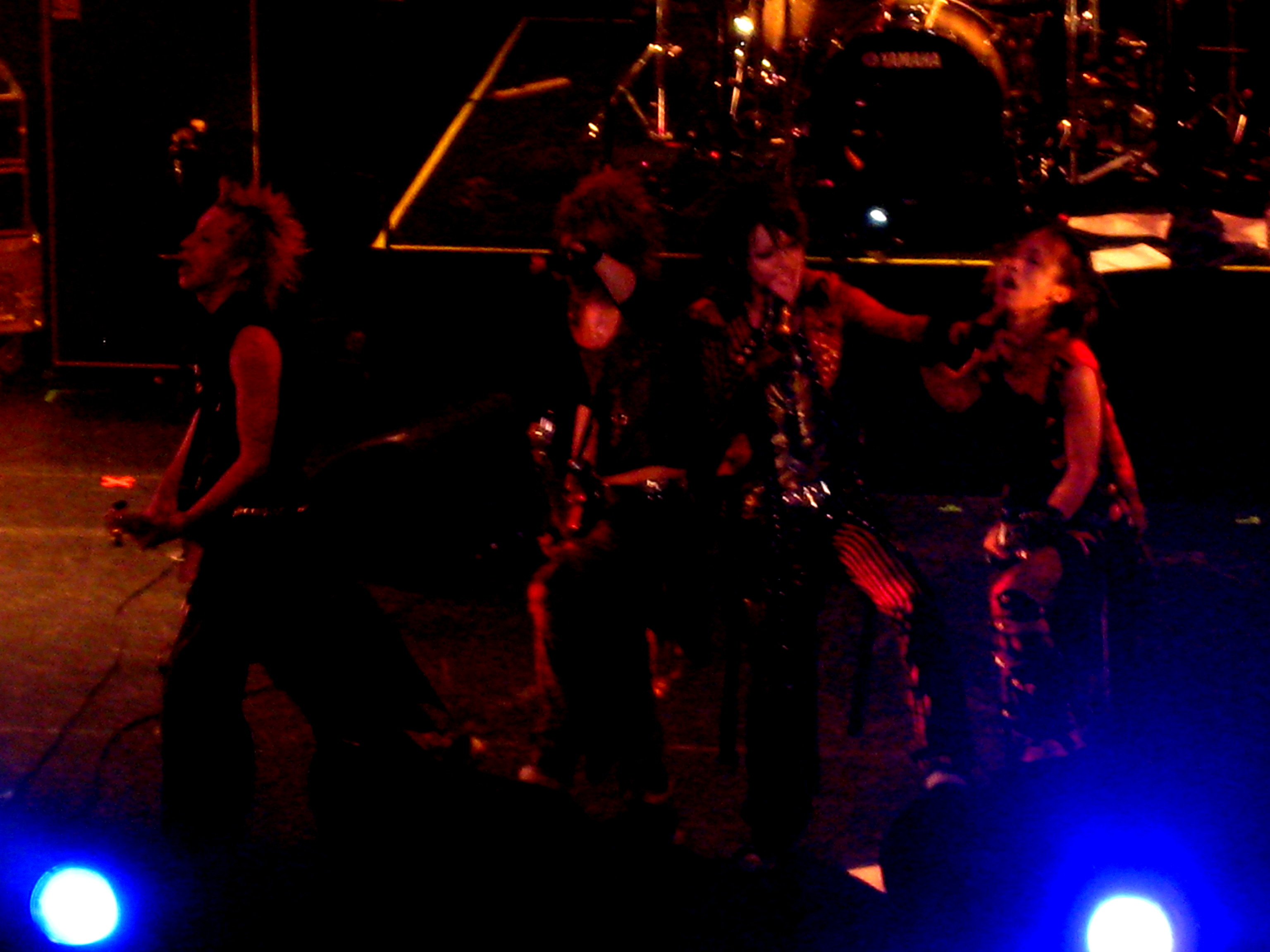
Alice Nine
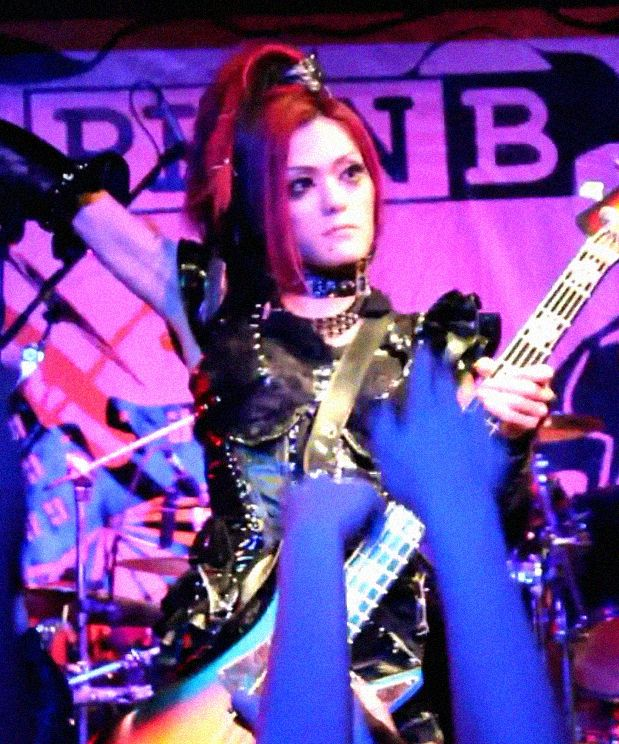
Tsunehito (D)
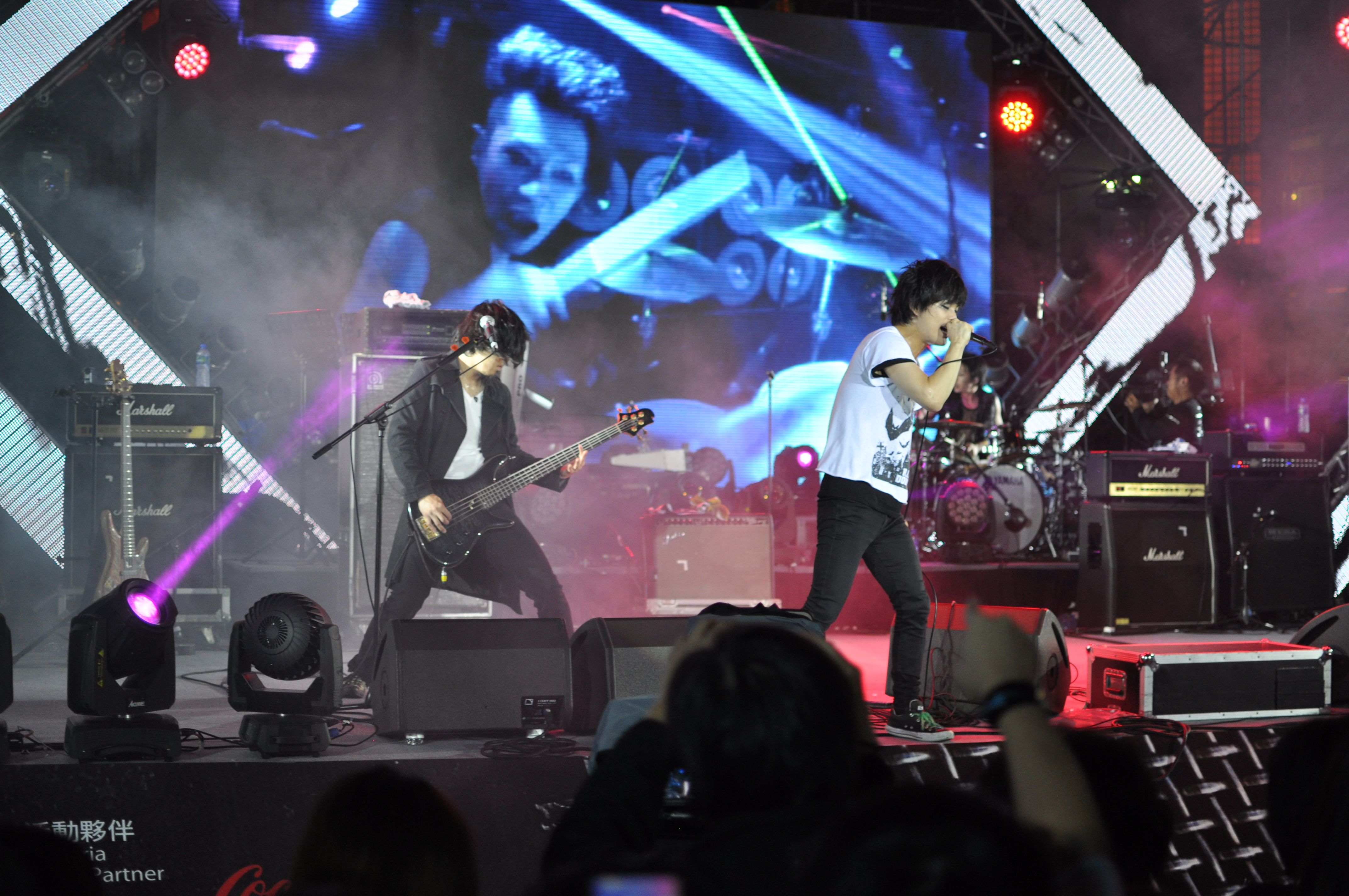
Girugamesh
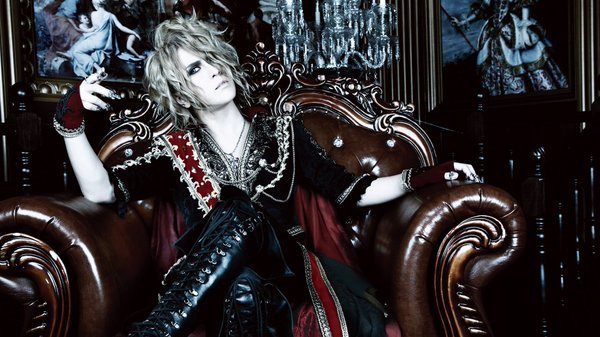
Kamijo
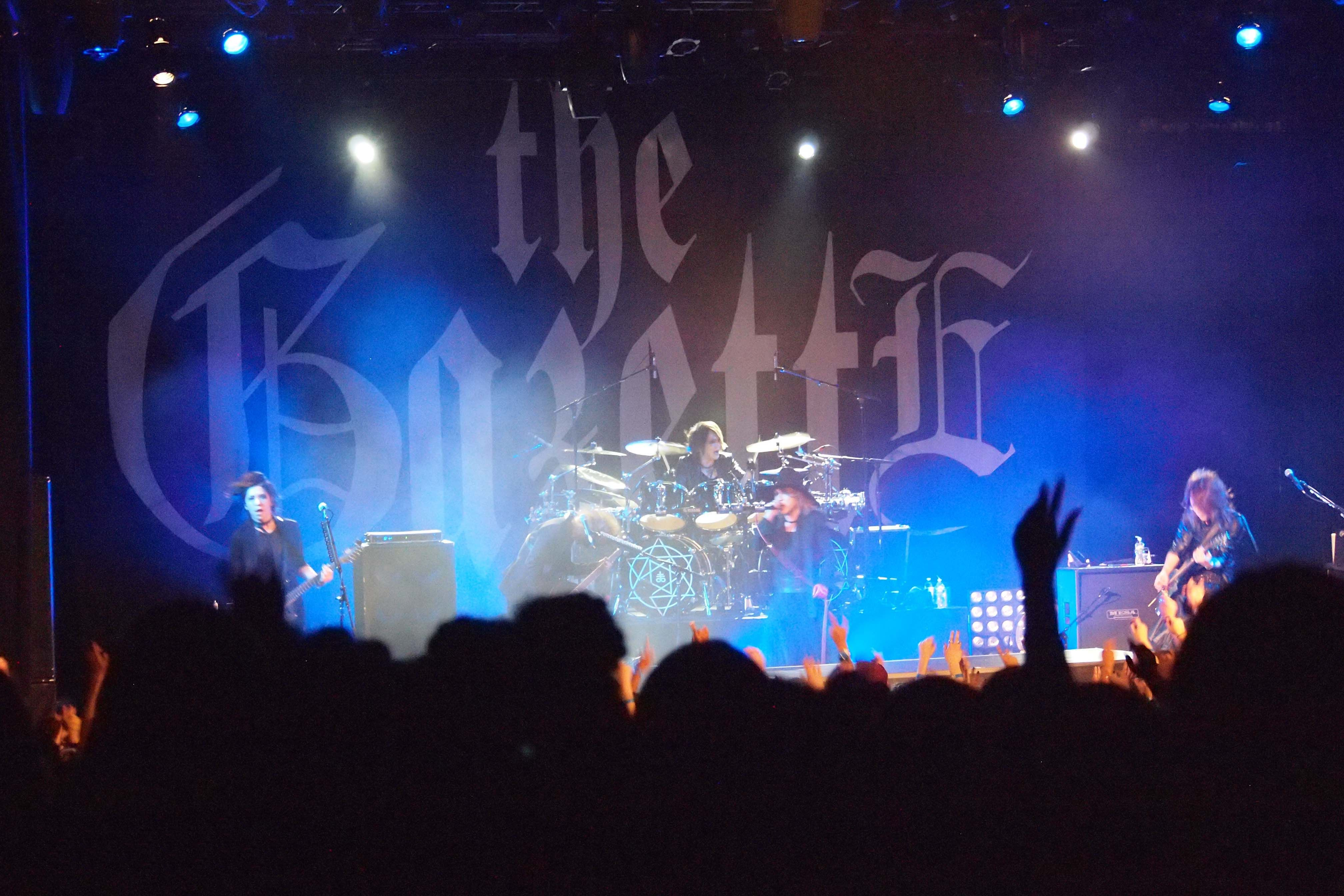
The Gazette
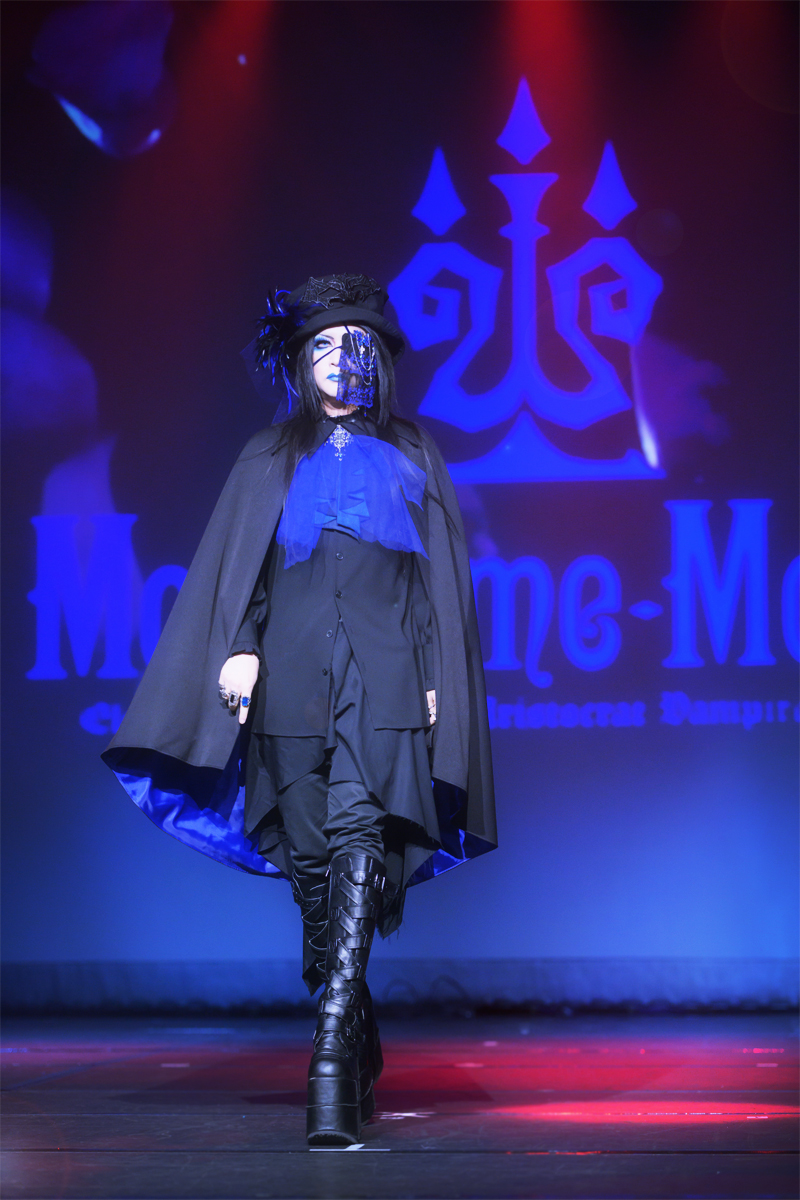
Mana